# Aleksandr Baikov

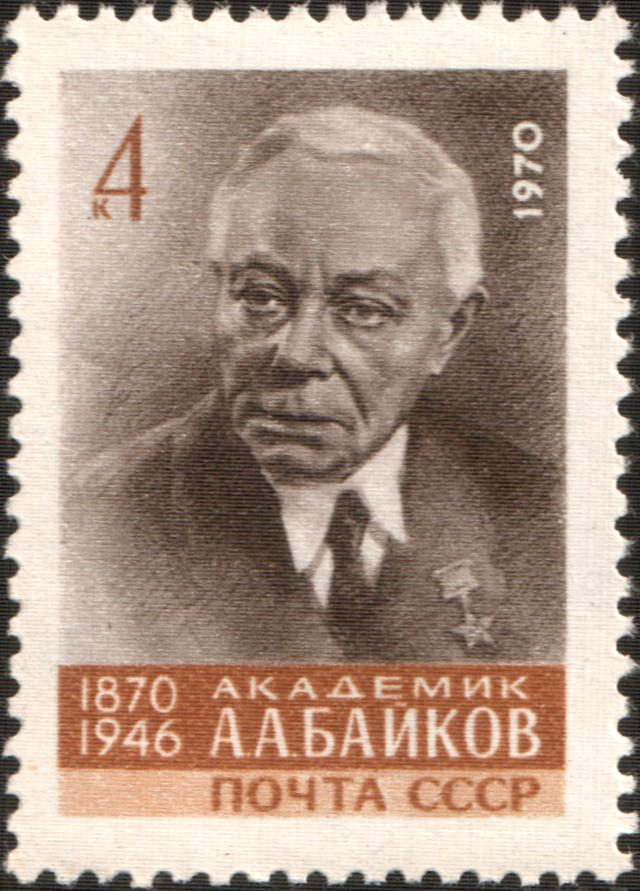
Imaginea pe o marcă poştală, apărută în 1970, a lui Aleksandr Baikov

Aleksandr Aleksandrovici Baikov (în rusă Александр Александрович Байков n. 6 august [S.V. 24 iulie] 1870 - d. 6 aprilie 1946) a fost un om de știință sovietic, specialist în metalurgie și chimie. membru al Academiei de Științe a Uniunii Sovietice.
A adus contribuții contribuții în domenii ca: reducerea metalelor, teoria proceselor metalurgice, metalurgia metalelor neferoase, în producția cimentului și a materilelor refractare.
De asemenea, sunt remarcabile cercetările sale de pionierat din domeniul austenitei, care tocmai fusese descoperită de Roberts-Austen.
Pentru meritele sale, i s-a acordat titlul de Erou al Muncii Socialiste și a fost laureat al Premiului de stat al URSS.
1. ↑  Байков Александр Александрович (în rusă), Marea Enciclopedie Sovietică (1969–1978)[*]
2. ↑  Байков Александр Александрович (în rusă), Marea Enciclopedie Sovietică (1969–1978)[*]